# Corba mongeta

La corba mongeta

La corba mongeta és una corba algebraica plana del gènere zero. Té una singularitat a l'origen, un punt triple ordinari.
La corba mongeta és una corba plana quàrtica definida per l'equació:
{\displaystyle x^{4}+x^{2}y^{2}+y^{4}=x(x^{2}+y^{2})\,}